# William Martínez
Wílliam Ruben Martínez Carreras (Pueblo Victoria, 1928. január 13. – 1997. december 28.) világbajnok uruguayi labdarúgó, fedezet, edző.

## Pályafutása

### Klubcsapatban
1943 és 1946 között a Nacional, 1947–48-ban a Racing Montevideo, 1949 és 1954 között a Rampla Juniors labdarúgója volt. 1955 és 1962 között a Peñarol csapatában játszott és öt bajnoki címet, két Copa Libertadores-győzelmet ért el az együttessel. 1963 és 1966 között ismét a Rampla Juniors, 1967–68-ban a kolumbiai Atlético Junior, 1969-ban a Rampla Juniors, majd a Fénix játékosa volt. 1970-ben a Central Español labdarúgójaként vonult vissza az aktív labdarúgástól.

### A válogatottban
1950 és 1965 között 54 alkalommal szerepelt az uruguayi válogatottban és két gólt szerzett. Az 1950-es brazíliai világbajnokságon aranyérmes, 1954-es svájcin negyedik lett a válogatott csapattal. Részt vett az 1962-es chilei világbajnokságon. Tagja volt az 1953-as perui Copa Américán bronz-, és az 1956-os hazai rendezésűn aranyérmes csapatnak.

## Sikerei, díjai
Uruguay
- Világbajnokság
  - aranyérmes: 1950, Brazília
- Copa América
  - aranyérmes: 1956, Uruguay
  - bronzérmes: 1953, Peru

 Nacional
- Uruguayi bajnokság
  - bajnok : 1946

 Peñarol
- Uruguayi bajnokság
  - bajnok (5): 1958, 1959, 1960, 1961, 1962
- Copa Libertadores
  - győztes (2): 1960, 1961
- Interkontinentális kupa
  - győztes: 1961